# الجبل والأفعى
الجبل والأفعى (بالإنجليزية: The Mountain and the Viper)‏ هي الحلقة الثامنة من الموسم الرابع من المسلسل الفانتازي صراع العروش، والمُقتبس من سلسلة روايات أغنية الجليد والنار للمؤلف جورج ر. ر. مارتن، وهي الحلقة رقم 38 من المسلسل ككل. عُرضت الحلقة لأول مرة في 1 يونيو 2014، على شبكة إتش بي أو المُنتجة للمسلسل، وكانت من كتابة ديفيد بينيوف، ودي. بي. وايس، ومن إخراج أليكس غريفز.

## ملخص الحلقة
يُهاجم الهمج بلدة مول. تكتشف ييغريت غيلي، وتُعفي عنها. يُجبر رامزي ثيون لجعل أولاد الحديد على تسليم موات كيلين. يستسلم أولاد الحديد على أمل الرجوع لوطنهم لكنّ رامزي يذبحهم ويقوم بسلخهم. كمكافئةٍ له على تأمينه موات كيلين، يعترف روز برامزي كابنٍ شرعيٍّ من عائلة بولتون. في الوادي، تكشف سانزا لمجلس التحقيق في وفاة لايسا حقيقتها وتُقنع المجلس ببراءة الإصبع الصغير. بينما يبدأ الإصبع الصغير في إعداد روبرت، ابن لايسا الصغير، ليكون سيّد الوادي، يصل الكلب وآريا وتمّ إعلامهم بخبر وفاة لايسا. في كينغز لاندنغ، تبدأ المحاكمة بالقتال. يتمّكن أوبرين في البداية من الجبل، لكن رغبته في إجبار الجبل على الاعتراف بجرائمه تُعطي الجبل الفرصة للإمساك به وقتله عن طريق تحطيم جمجمته أثناء اعترافه باغتصاب وقتل شقيقته إليا. نتيجة ذلك يحكم تايوين على تيريون بالإعدام. في إيسوس، يتقلّى باريستان سلمي رسالةً كان يُقصد بها أن تصل لجواره. محتوى الرسالة يعرض على جوراه العفو مقابل التجسس على دنيرس، إلّا أن ذلك يُؤدي إلى نفي جوراه من ميرين.

## الإنتاج
سيناريو الحلقة كان من كتابة ديفيد بينيوف، ودي. بي. وايس، وأُختير أليكس غريفز لإخراجها. كان أنيت هيلميك مديرًا لتصوير الحلقة، وتيم بورتر محررًا لها، أما موسيقى الحلقة التصويرية فكانت من تلحين رامين جوادي.

## نسب المشاهدة
| الموسم | الموسم | رقم الحلقة | رقم الحلقة | رقم الحلقة | رقم الحلقة | رقم الحلقة | رقم الحلقة | رقم الحلقة | رقم الحلقة | رقم الحلقة | رقم الحلقة | المتوسط |
| الموسم | الموسم | 1          | 2          | 3          | 4          | 5          | 6          | 7          | 8          | 9          | 10         | المتوسط |
| ------ | ------ | ---------- | ---------- | ---------- | ---------- | ---------- | ---------- | ---------- | ---------- | ---------- | ---------- | ------- |
|        | 1      | 2.22       | 2.20       | 2.44       | 2.45       | 2.58       | 2.44       | 2.40       | 2.72       | 2.66       | 3.04       | 2.52    |
|        | 2      | 3.86       | 3.76       | 3.77       | 3.65       | 3.90       | 3.88       | 3.69       | 3.86       | 3.38       | 4.20       | 3.80    |
|        | 3      | 4.37       | 4.27       | 4.72       | 4.87       | 5.35       | 5.50       | 4.84       | 5.13       | 5.22       | 5.39       | 4.97    |
|        | 4      | 6.64       | 6.31       | 6.59       | 6.95       | 7.16       | 6.40       | 7.20       | 7.17       | 6.95       | 7.09       | 6.84    |
|        | 5      | 8.00       | 6.81       | 6.71       | 6.82       | 6.56       | 6.24       | 5.40       | 7.01       | 7.14       | 8.11       | 6.88    |
|        | 6      | 7.94       | 7.29       | 7.28       | 7.82       | 7.89       | 6.71       | 7.80       | 7.60       | 7.66       | 8.89       | 7.69    |
|        | 7      | 10.11      | 9.27       | 9.25       | 10.17      | 10.72      | 10.24      | 12.07      | غ/م        | غ/م        | غ/م        | 10.26   |
|        | 8      | 11.76      | 10.29      | 12.02      | 11.80      | 12.48      | 13.61      | غ/م        | غ/م        | غ/م        | غ/م        | 11.99   |

## وصلات خارجية
- الجبل والأفعى على موقع IMDb (الإنجليزية)
- الجبل والأفعى على موقع ميتاكريتيك (الإنجليزية)
- الجبل والأفعى على موقع روتن توميتوز (الإنجليزية)
- الجبل والأفعى على موقع أول موفي (الإنجليزية)